# EWAkuacja
EWAkuacja je šesté studiové album Ewy Farné, třetí v polštině. Album obsahuje celkem 14 skladeb. Je z části tvořeno písněmi převzatými z desky Virtuální, tři (Nie jesteś wyspą, Wyrwij się, Nie przegap) písně jsou premiérové.
Již dva týdny po vydání získalo status Zlaté desky (prodáno více než 15 000 nosičů),

## Seznam skladeb
1. "Ewakuacja"
2. "Maska"
3. "Bez łez"
4. "Król to Ty"
5. "Kto więcej da?"
6. "Nie jesteś wyspą"
7. "Polowanie na motyle"
8. "Uwierzyć"
9. "Zwiodę Cię"
10. "Wyrwij się"
11. "Nie przegap"
12. "Deszcz"
13. "Beautiful Day" (hudba: Fantazie na téma Polonéza A-dur op. 40 nr 1 - Fryderyk Chopin)
14. "Nie zmieniajmy nic" (Camp Rock 2: Velké Finále) (s Kubou Molędou)